# Liste der denkmalgeschützten Objekte in Unhošť
Grundlage dieser Liste der denkmalgeschützten Objekte in Unhošť ist die ÚSKP-Liste (Ústřední seznam kulturních památek České republiky, deutsch Zentrale Liste der Kulturdenkmäler der Tschechischen Republik), die von der tschechischen Denkmalschutzbehörde NPÚ (Národní památkový ústav, deutsch Nationale Denkmalbehörde) seit 1987 geführt wird und an die seit dem Jahr 1850 geschaffenen Listen anschließt.

## Denkmalgeschützte Objekte nach Ortsteilen
| Lage                                                                | Objekt                               | Beschreibung | ÚSKP-Nr.                  | Bild           |
| ------------------------------------------------------------------- | ------------------------------------ | --- | ------------------------- | -------------- |
| Unhošť, Václavské náměstí (Standort)                                | Kirche der Heiligen Peter und Paul   | Der Bereich der Kirche mit barocken Heiligenstatuen rundet den Charakter des Platzes ästhetisch ab. Das Gebäude ist das älteste Baudenkmal und Zeugnis der Stadtgeschichte, das auf dem Weg von Prag nach Křivoklát lag. | 17367/2-631 Info Katalog  | weitere Bilder |
| Unhošť, Hájecká 149 (Standort)                                      | Haus Nr. 149                         | Zweistöckiges Reihenhaus (ehemalige Gerberei) mit Mansardendach und dekorativer Fassade. Das Gebäude wurde um 1800 erbaut und viele intakte Innenelemente sind bis heute erhalten geblieben. | 101020 Info Katalog       | Haus Nr. 149   |
| Unhošť, Hájecká 155 (Standort)                                      | Unhošť Herrenhaus                    | Ein zweistöckiges Gebäude auf einem rechteckigen Grundriss, mit einem Mansardendach mit einer barock strukturierten und dekorierten Fassade. Daneben Wirtschaftsgebäude, heute ungeschützt. Das Gebäude aus der zweiten Hälfte des 18. Jahrhunderts wurde später umgebaut.                                                     | 22457/2-633 Info Katalog  | weitere Bilder |
| Unhošť, Melicharovo vlastivědné muzeum, tř. Dr. Beneše 1 (Standort) | Meilenstein – das sogenannte Zollrad | Der unter dem lokalen Namen „Zollrad“ bekannte Stein ist ein kulturhistorisches Denkmal von regionaler Bedeutung mit unklarer ursprünglicher Funktion. | 38492/2-638 Info Katalog  | weitere Bilder |
| Unhošť, tř. Dr. Beneše 3 (Standort)                                 | Apotheke                             | Zweigeschossiges Reihenhaus auf rechteckigem Grundriss mit schlicht gegliederter Fassade und Walmdach. Das im Kern mittelalterliche Haus wurde im Renaissancestil umgebaut (ein kostbares Portal in der Fassade ist erhalten geblieben). Weitere Anpassungen erfolgten im Barock und Klassizismus.                             | 37432/2-634 Info Katalog  | Apotheke       |
| Unhošť, Lidická 8 (Standort)                                        | Haus Nr. 8                           | Kleines Stadthaus im Erdgeschoss mit Satteldach und einer Barockfassade aus dem Ende des 18. Jahrhunderts, dessen Grundriss in einer außergewöhnlich authentischen Form erhalten ist. Im 19. und 20. Jahrhundert wurde das Gebäude rekonstruiert, ohne seinen historischen Charakter zu beeinträchtigen.                       | 51471/2-4450 Info Katalog | Haus Nr. 8     |
| Unhošť, Spálená 86 (Standort)                                       | Haus Nr. 86                          | Der Kern des Komplexes (Wohnhaus, Umfassungsmauer mit Tor) ist ein Eckhaus im Erdgeschoss auf einem rechteckigen Grundriss mit einem reichhaltigen Stuckgiebel, der mit einem Satteldach überdacht ist. Der Komplex aus dem 18. Jahrhundert wurde im 19. Jahrhundert rekonstruiert.                                            | 46133/2-635 Info Katalog  | Haus Nr. 86    |
| Unhošť, nördlicher Teil des Ortes (Standort)                        | Friedhof                             | Ein Friedhof, der in der zweiten Hälfte des 16. Jahrhunderts gegründet wurde. mit wertvollen Grabsteinen vor allem aus dem 19. Jahrhundert. Die Kapelle wurde an der Stelle eines mittelalterlichen Glockenturms errichtet, dessen Mauerwerk fragmentiert ist. Die Konstruktion war in den 1960er Jahren von Umbauten geprägt. | 30658/2-632 Info Katalog  | Friedhof       |